# Upogebia onychion
Upogebia onychion är en kräftdjursart som beskrevs av A. B. Williams 1986. Upogebia onychion ingår i släktet Upogebia och familjen Upogebiidae. Inga underarter finns listade i Catalogue of Life.